# Desierto de Thar
El desierto de Thar (en rajastaní: थार मरुधर thaar marudhar, en hindi: थार मरुस्थल, romanizado: thaar marusthal) o Gran desierto indio es una extensa región de desierto arenoso situada al noroeste de la India y al este de Pakistán. Este desierto limita al noroeste con el río Sutlej, al este con la cordillera Aravalli, al sur con el pantano de agua salada conocido como Rann de Kutch y al oeste con la llanura del río Sind (o Ιndo). Situado principalmente en el estado de Rāyasthān, en la India, el desierto de Thar tiene una longitud de 805 km, una anchura de 405 km y un área de 200 000 km², aproximadamente.

## Descripción
El terreno lo forman colinas de arena onduladas, entre las que hay vegetación dispersa y elevaciones rocosas. La altitud varía entre los 457 m en las cumbres más bajas de los Aravallis, y los 61 m cerca de Rann de Kachch. La media de precipitaciones, casi todas en forma de chaparrones, oscila entre los 127 y los 254 mm al año durante la estación del monzón. Las temperaturas ascienden hasta los 52.8 °C en julio.
Desde la segunda mitad del siglo XX se han recuperado áreas del norte y el oeste del desierto para el uso agrícola, especialmente merced al canal artificial de riego llamado Indira Gandhi. La principal actividad de su escasa población es el pastoreo; son importantes las industrias del cuero y la lana.
En 1974, India detonó su primera bomba atómica en la zona más despoblada del Thar.
En este desierto se encuentran unas de las últimas poblaciones de león asiático en estado silvestre.
Por el noroeste, el desierto de Thar es continuado, ya íntegramente dentro de territorio pakistaní, por el desierto de Cholistán.

## Galería

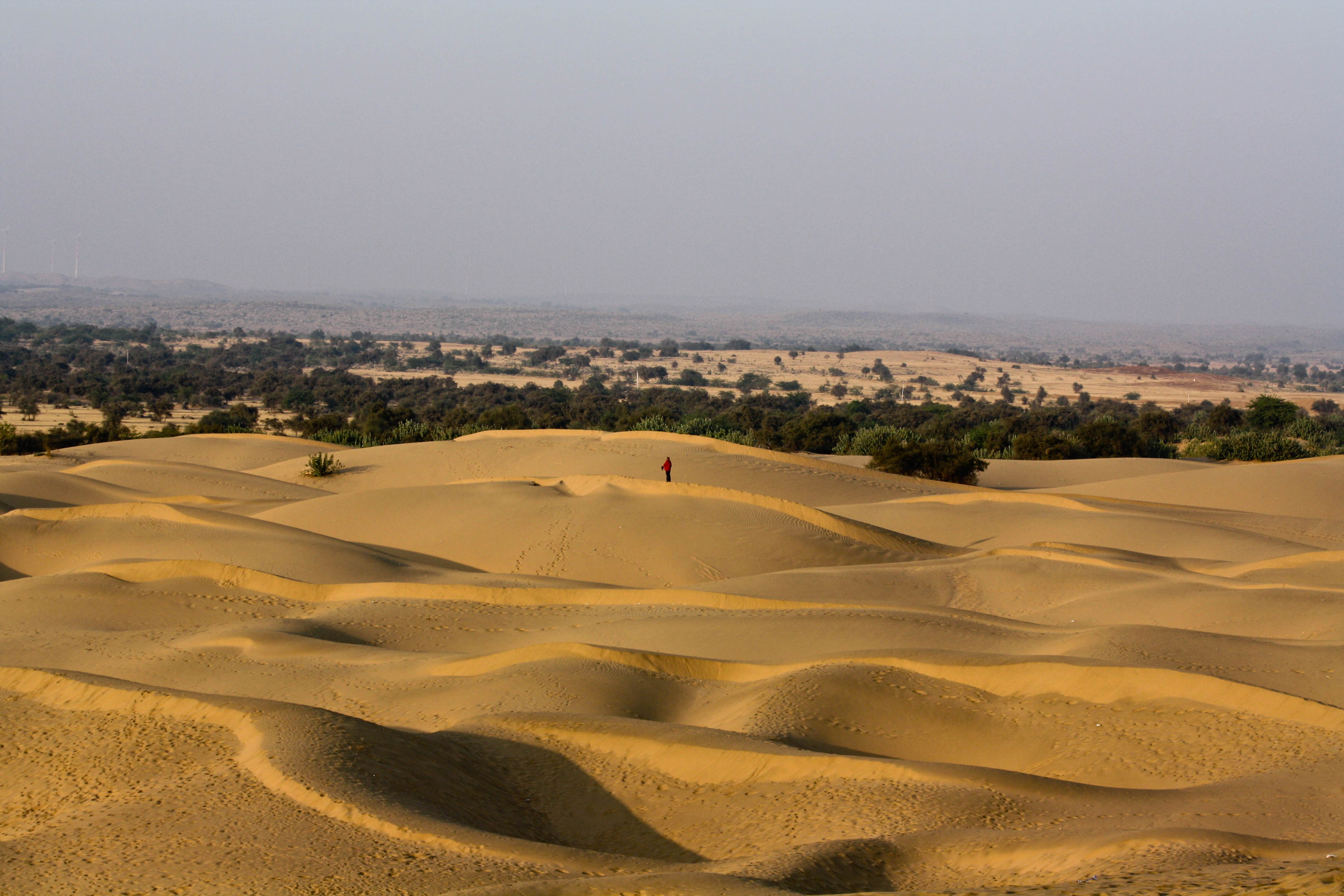
Dunas en el estado de Rayastán.
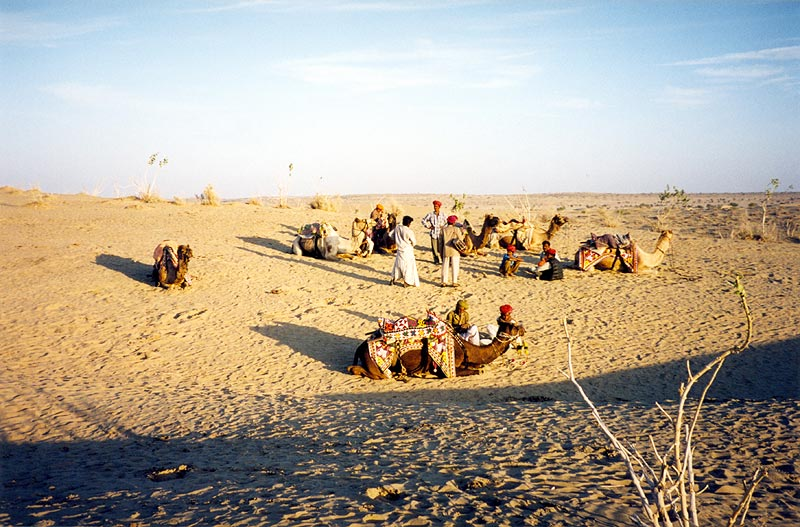
Jaisalmer, India.
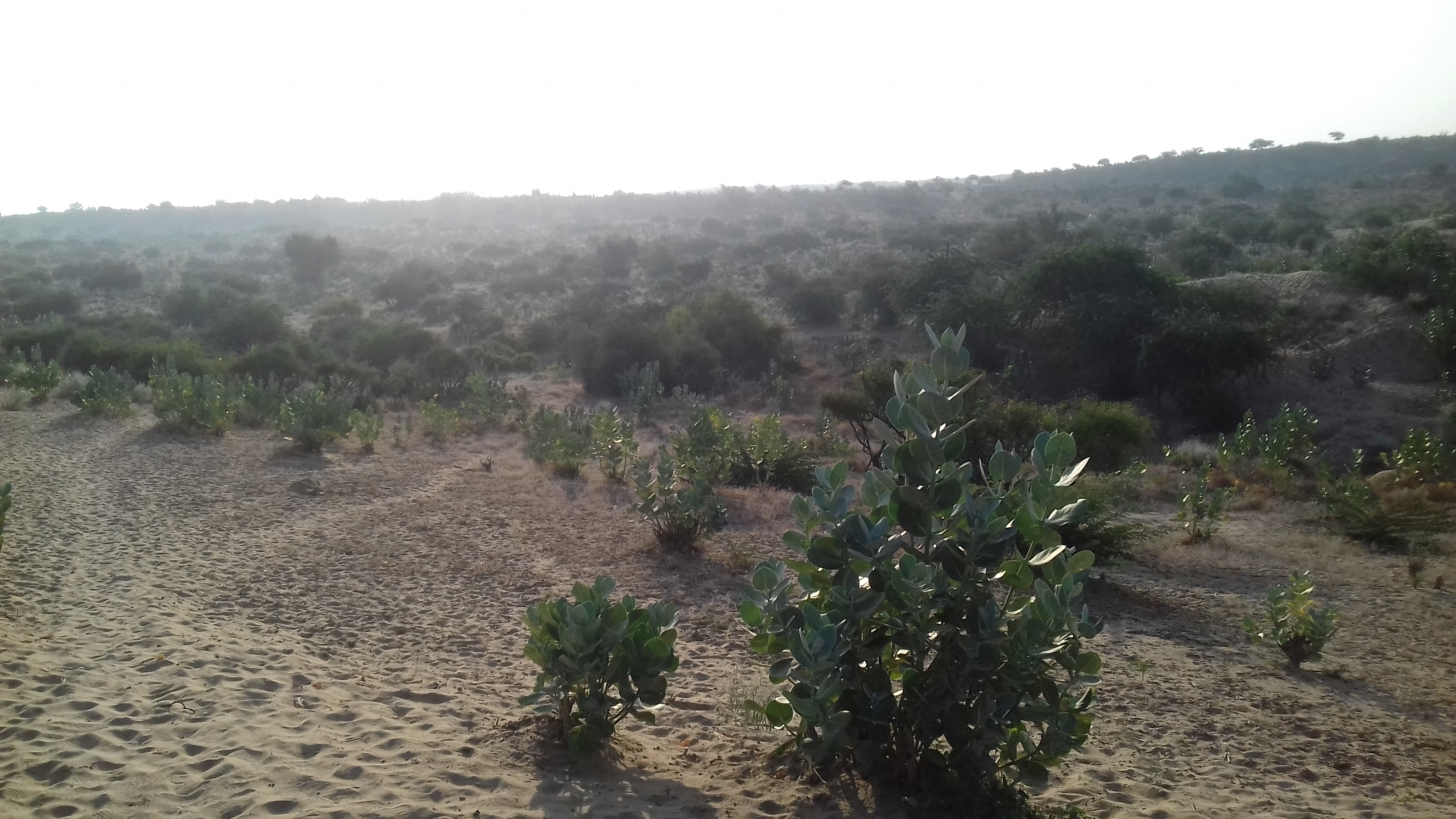
Belleza del Thar.